# Jacques (évêque de Rennes)
Pour les articles homonymes, voir Jacques.
Jacques (évêque de Rennes)  évêque de Rennes de 1181 à 1184.

## Contexte
Selon l'abbé Amédée Guillotin de Corson, Jacques Ier évêque de Rennes de ce nom n'est connu que par la confirmation faite à Mathelin Ier, abbé de Notre-Dame-en-Saint-Melaine, faite à son abbaye. Mathelin ayant lui même succède en 1180 à son oncle Guillaume III Privé abbé de 1162 à 1180 l'acte doit daté de 1182-1183.Il mourut à la fin de 1183 ou au début de l'année suivante
L'épiscopat de ce prélat semble avoir été si bref qu'il est inconnu de la Gallia Christiana qui l'ignore et donne à comme successeur à Philippus le XXVIe évêque de Rennes;  Hebertus